# Виейра-ду-Минью (район)
Виейра-ду-Минью (порт. Vieira do Minho) — район (фрегезия) в Португалии, входит в округ Брага. Является составной частью муниципалитета Виейра-ду-Минью. Находится в составе крупной городской агломерации Большое Минью. По старому административному делению входил в провинцию Минью. Входит в экономико-статистический субрегион Аве, который входит в Северный регион. Население составляет 2289 человек на 2001 год. Занимает площадь 8,15 км².